# 舞眼蝶屬
舞眼蝶屬（學名：Coenyropsis）是眼蝶亞科眼蝶族矍眼蝶亞族中的一個屬。物種分佈於非洲東部至南部一帶。

## 物種
- 舞眼蝶 Coenyropsis natalii
- 暗色舞眼蝶 Coenyropsis bera
- 卡氏舞眼蝶 Coenyropsis carcassoni